# Crkva bosanska
Crkva bosanska (lat. Ecclesia bosniensis) je bila autohtona crkva u Bosni koja je postojala tijekom srednjeg vijeka.  

## Povijest
Crkva bosanska je predstavljala autohtonu crkvenu zajednicu koja se pojavila potkraj 12. st. na prostoru srednjovjekovne bosanske države. Predstavlja najvažniji identitet i izraz bosanske države tog vremena. Crkva bosanska je bila jedan od mnogih izdanaka manihejstva, kao sinteze tradicionalnog perzijskog vjerskog dualizma dobra i zla, s elementima ranog kršćanstva. Ovo vjersko učenje je započeo perzijski vjerski učenjak Manihej u 3. stoljeću nove ere. Temeljno učenje Crkve bosanske je tvrdnja o postojanju vjere u dva različita Boga. Bog dobra je tvorac duhovnog i nevidljivog, dok je Bog zla, Sotona, tvorac vidljivog i materijalnog svijeta. Negiraju osnovne postavke katoličke vjere, da Isus Krist nije čovjek nego je samo prividno uzeo lik čovjeka, negiraju njegovo uskrsnuće, osuđivali su smrtnu kaznu, ratove itd. Pripadnici ove crkve nazivali su se krstjani. U obredima se služila crkvenoslavenskim, a biskupa su birali između redovnika; pretpostavlja se da su pristajali uz tzv. umjereni dualizam. Ovu vjeru nije priznavala ni katolička ni pravoslavna crkva pa su s tih strana vršeni stoljetni pokušaji da se iskorijeni zajedno s njenim pripadnicima. U tome se nije uspjelo jer su je podjednako branili, kako običan narod, tako i plemstvo.
Prve vijesti o krstjanima u Bosni dolaze iz 1199., za vrijeme vladanja Kulina bana, kojega su optuživali da štiti heretike. Kulin ban je od pape zatražio legate koji će njegove podanike poučiti o spornim pitanjima. Tako su najprije došli dominikanci, koji su djelovali kao biskupi i propovjednici, a nakon obraćenja bana Stjepana II., kada su se za povratak na katolicizam primjenjivali drugi načini, došli su franjevci. Franjevci oko 1340. osnivaju i vikariju. Na papine poticaje hrvatsko-ugarski kraljevi poduzimali su protiv krstjana križarske vojne pohode, no bez većih uspjeha. Odlučnim priklonom kralja Stjepana Tomaša Katoličkoj Crkvi, dio krstjana napustio je prostor bosanske države i prešao u Zahumlje. Nakon pada bosanske države pod osmansku vlast, Crkva bosanska više se ne spominje u povijesnim izvorima.

## Ustrojstvo
Vjernici Crkve bosanske svoju vjeru nazivaju svoju crkvu "narodnom" i "bosanskom", a sebe "pravim" ili "dobrim Bošnjanima". U svoj sastav Crkva bosanska uključivala je "prave krstjane i krstjanice" i "mrsne ljude". Pravi krstjani i krstjanice bili su redovnici, oni koji su primili krštenje i držali se strogih odredbi sljedbe. Mrsni ljudi su bili obični vjernici, oni koji su prihvaćali njihova učenja kao istinita, ali nisu živjeli po strogim odredbama krstjana, već bi tek pred smrt primili duhovno krštenje.
Krstjani su živjeli u samostanima koji su bili zajednički za redovnike i redovnice. Nisu zavisili od milostinje pobožnih duša, niti su ubirali namete, već su bili okruženi posjedima i imali zajednički imetak. Oblačili su kratki haljetak s dugim rukavima, visokog ovratnika na koji se spuštala pomno uređena duga kosa, a nogavice su im tijesno prilijegale uz noge do gležnja. Crkva bosanska nije priznavala ni papski primat niti jurisdikciju carigradskog patrijarha, pa je stoga potpuno samostalna.
Na čelu crkve bio je djed - biskup i duhovni prvak bosanskih krstjana; najviši starješina Crkve bosanske. Najvjerojatnije da nije imao stalno prebivalište što je i logično s obzirom na to da je crkva nerijetko morala da prikriva svoje djelovanje. Spominje da je djed okružen uglednim starješinama crkve, zajedno s banom i njegovom vlastelom nalazio se u Moštrama pokraj Visoko (BiH)Visokog. Djedu su pomagali gosti, starci i strojnici koji su hijerarhijski bili svaki za stepenicu niže od njega. Zajednički su ih nazivali "poglaviti krstjani" ili "dobri mužje". Dužnost strojnika Crkve bosanske tj. staraca i gosta je prije svega da budu učitelji i širitelji vjere, da aktivno propovijedaju evanđelje i daju kompetentno tumačenje u skladu s dualističkom doktrinom.
Kako nisu gradili crkve, članovi Crkve bosanske vršili su svoje obrede u privatnim kućama članova zajednice. Lokalnu zajednicu nazivaju "hiža" (kuća), a na njenom čelu nalazi se starac. U bogosluženju su koristili lokalni jezik, a u vjerskim knjigama bosančicu. Djedovi Crkve bosanske imali su narodna, slavenska imena umjesto tada uobičajenih kršćanskih imena grčkog, latinskog i židovskog podrijetla, a za sva svećenička zvanja su koristili slavenske nazive.

## Učenje
Prvu studiju o Crkvi bosanskoj napisao je 1849. francuski povjesničar Charles G. A. Schmidt, u kojoj navodi da je bila dualistička, umjerene orijentacije i vrlo srodna katarskoj sekti koja se iz Carigrada proširila do Dalmacije, a odatle u Bosnu, sjevernu Italiju i južnu Francusku (albižani). Božidar Petranović 1867. prvi je južnoslavenski autor koji se bavio fenomenom Crkve bosanske. On tvrdi da je u biti bila pravoslavna s malim modifikacijama. Kao odgovor njemu katolik Franjo Rački 1869. i 1870. dokumentira tvrdnje da je Crkva bosanska pripadala neomanihejskoj dualističkoj herezi, a 1924. Vaso Glušac učvršćuje Petranovićeve tvrdnje da je Crkva bosanska bila pravoslavna.
Crkva bosanska je posebno poštovala iz Novog zavjeta Djela Apostolska i Apokalipsu, a iz Starog zavjeta Psalme. U svim kodeksima iz vremena Crkve bosanske nalazimo ove spise. Učenje ove crkve se temeljilo na nekoliko postulata:
- Postoje dva osnovna principa: dobro i zlo. Isus Krist je Bog dobra i duhovnosti, dok je Sotona zlo i vladar materijalnog. Tjelesni život i njegove strasti je grijeh, a smrt spasenje od grijeha. Da bi se čovjek spasio, nije dovoljno samo da umre, nego mora da primi duhovno krštenje putem Novog zavjeta.
- Čisti kršćani su se odricali od tjelesnog, postili, živjeli u celibatu i svakodnevno bogoslužili. Živjeli su u zajednicama gdje su se krstili knjigom i obavezom klanjanja i recitiranja očenaš.
- Crkva je jako utjecala na toleranciju prema drugim vjerama, uzdržanost, nepostojanje smrtne kazne, skromnost u svakodnevnom životu, otvorenost za strance koji žele doći, a poseban utjecaj je na monumentalne kamene spomenike - stećke, koje je nekada bilo preko 100.000 na području Bosne.[1]

Kada je riječ o povezivanju Katara i bogumila s bosanskim krstjanima, Neol Malcolm ističe: "Katari i bogumili grozili su se simbola križa, a križ se pojavljuje u zaglavlju nekolicine dokumenata Crkve bosanske. Katari i bogumili nisu priznavali Stari zavjet, a jedan od sačuvanih biblijskih rukopisa Crkve bosanske sadrži i Knjigu psalama. Katari i bogumili nisu priznavali misu, a u oporuci gosta Radina izrijekom se zahtijeva da se odsluže mise za njegovu dušu. Katari i bogumili bili su protiv uporabe crkvenih građevina, a ima valjanih dokaza da se Crkva bosanska i dalje služila samostanskim zdanjima uz koja su stajale i crkve. Katari i bogumili odricali su se vina i mesa, a u prvim osmanskim katastarskim knjigama u Bosni zabilježeno je da su neki krstjani posjedovali vinograde, a nema razloga vjerovati da su ikad bili vegetarijanci. (Pokazalo se da je jedini tobožnji dokaz koji je na to upućivao potekao od pogrešnog čitanja jedne riječi u oporuci gosta Radina: ta riječ ne glasi mrsni, nego mrski.) Katari i bogumili nisu priznavali kalendar svetaca, a u dokumentima Crkve bosanske, pa i u oporuci gosta Radina, spominje se proslavljanje nekoliko svetaca...
Opći značaj Crkve bosanske bio je također vrlo različit od onoga što obično dovodimo u vezu s bogumilima ili katarima. Te su heretičke sljedbe bile asketske i puritanske, suprotstavljene bogatstvu i svjetovnoj moći crkava, i odricale su se zemaljskih dobara. Crkva bosanska u svom punom procvatu (u 14. i na početku 15. stoljeća) posjedovala je veliku moć, a njeni su velikodostojnici potpisivali povelje i obavljali diplomatske misije. Kraljevi kao što su Stjepan I. Kotromanić i Tvrtko, iako nisu bili pripadnici Crkve bosanske, održavali su s njom prijateljske odnose; čini se da su i neke velike plemićke obitelji pripadale toj crkvi. Najpoznatiji velikodostojnik Crkve bosanske gost Radin bio je stariji savjetnik hercega Stjepana Vukčića i očito je i sam bio bogataš: u oporuci je ostavio 5000 dukata u gotovini, konje, srebrne i zlatne tanjure, ("plašt ukrašen krznom i zlatom") i ("crveni plašt od svile sa šesterostrukim nitima ukrašen krznom i samurovinom a što mi ga je podario Gospodar Kralj Matijaš"). To je zaista daleko od onih skromnih prvih katara koji su sami o sebi govorili da su pauperis Christi - Kristovi siromašci."

## Pismenost
Franjo Rački navodi da su vjernici Crkve bosanske "bili pismeni i to ne samo muškarci koji su se bavili zanatima, vršeći često dužnost "učitelja", nego su i žene bile pismene, a bavile su se ručnim radom i odgajanjem omladine. Rački nadalje citira nekog vjernika Crkve bosanske koji kaže da svećenici Katoličke Crkve "hoće samo da budu učitelji, a kod nas uče i ljudi i žene; jedan učenik poučava drugog sedam dana. Ko njih je rijedak učitelj koji zna napamet tri glave iz Novog zavjeta, a kod nas je rijedak čovjek ili žena koja ne zna napamet, i to na narodnom jeziku cio Novi zavjet."
Glavna masa sačuvanih srednjovjekovnih bosanskih kodeksa pripada evanđeljima. Neki od ovih spisa pripadaju književnom fondu Crkve bosanske, s obzirom na to da su se u kolofonu pisci i potpisivali uz obaveznu naznaku "krstjanin". Tako je Stanko Kromirjanin, krstjanin – pisar Batalovog evanđelja, Manojlo Grk – Divoševa i Manojlova (Mostarsko) evanđelja, pisar Butko – Hrvojevog misala na glagoljici, Tvrtko Pripković, krstjanin – pisar Pripkovićeva evanđelja, Hval krstjanin – Hvalovog zbornika i Radosav krstjanin – Radosavljevog zbornika.

### Hvalov zbornik
Hvalov zbornik je bosanski srednjovjekovni iluminirani rukopis pisan bosančicom za bosanskog kneza Hrvoja Vukčića Hrvatinića Hrvoja Vukčića Hrvatinića 1404. godine. U samom uvodu piše: "U slavu kneza Hrvoja, splitskog vojvode i viteza Krajeva Donjih i drugih". Priredio ga je Hval krstjanin u doba 'dida Radomira', poglavara Crkve bosanske. 
Hvalov zbornik predstavlja najkompletniji rukopis srednjovjekovne bosanske književnosti. Ima najveći obim, najljepše iluminacije i najbolje je očuvan. Zbornik se sastoji od 359 bogato ukrašenih listova pergamenta. Pisan je u jednom stupcu. Malog je formata 11x17 cm. Obiluje mnoštvom inicijala, iluminacija, minijatura i zastavica. Zbornik sadrži biblijske tekstove, tj. čitav Novi zavjet (četiri evanđelja, Apokalipsa, Djela apostola i Poslanice), dijelove Starog zavjeta (Psaltir, biblijske pjesme, Dekalog), te četiri nebiblijska apokrifna teksta. Hvalov zbornik se danas čuva u sveučilišnoj knjižnici u Bologni.

### Batalovo evanđelje
Batalovo evanđelje iz 1393. godine je doživjelo sudbinu mnogih bosanskih srednjovjekovnih rukopisa iz koji su pripadali Crkvi bosanskoj i proglašeni heretičkim. Pisar (dijak) Stanko Kromirijanin prepisao je ovo evanđelje za bosanskog velikaša tepčiju Batala Šantića. Tijekom češtih inkvzicijskih pohoda Batalovo evanđelje je oštećeno. Do danas su sačuvana samo četiri lista pergamenta na kojima se nalaze odlomci iz Ivanovog evanđelja. Ova četiri lista se dana čuvaju u Nacionalnoj knjižnici u Sankt Petersburgu. Zahvaljujući sačuvanom kolofonu, pored podataka o godini nastanka i pisaru, sačuvan je popis od 28 djedova Crkve bosanske u razdoblju od prvog djeda Jeremije koji je vladao Crkvom bosanskom od 1010. do 1024. pa do djeda Rakta I. koji je vladao od 1370. do 1393. godine. Kasnije je dodan popis djedova koji su vladali od 1400. do 1465. a prema njemu posljednje djed je bio Ratko II.

## Djelovanje
Crkva bosanska je sa svojom hijerarhijom zapaženo učestvovala u javnom i političkom životu srednjovjekovne bosanske države i društva, posebno u 14. i 15 stoljeću. Budući da je papa 125 godina ranije premjestio katoličku bosansku biskupiju u ugarsko Đakovo, Crkva bosanska je neprestano jačala jer je katolički biskup stolujući u Đakovu izgubio stvarne veze s Bosnom. To je bila jedina "heretička" crkva koja je uspjela da postane zemaljska (državna) crkva. Oko 1200. godine Crkva bosanska je već jaka i utjecajna organizacija u Bosni, prihvaćena od naroda i velikaša. Za to postoje dva važnija razloga. Prvi je što je naučavala na narodnom jeziku (za razliku od katolika koji su se koristili latinskim), te su na taj način čuvali samostalnost Bosne od tuđinaca, naročito od Mađara koji su se željeli preko crkve miješati u bosanske prilike.
Kroz sve vrijeme postojanja srednjovjekovne bosanske države Crkva bosanska je sudjelovala u vodstvu države, radu sabora, posredovaa u pregovorima sa susjedima i izmirivala unutrašnje razmirice. Vremenom, na svakom plemićkom posjedu služili su krstjani kao diplomati i savjetnici, a velikim dijelom su i poticali iz plemićkih obitelji.

## Slom
Kako se u 15. vijeku rasplamsala borba za bosansku biskupiju između Rima i Ugarske tako se Crkva bosanska učvrstila kao neovisna kršćanska crkva. Posljednji vladari Bosne bili su saveznici Katoličke Crkve i progonitelji bosanskih krstjana, u nadi dobivanja pomoći zapadnih država za obranu od nadirućeg Osmanskog Carstva. Pretposljednji je bosanski kralj Stjepan Tomaš, koji je na Zapadu optužen za prepuštanje srpske prijestolnice Smedereva Osmanlijama, u pokušaju spašavanja ugleda naredio bosanskim krstjanima prelazak na katoličanstvo ili progonstvo. Stjepan Tomaš zarobljava i tri poglavara bosanskih krstjana: Đuru Kućinića, Stojšana Tvrtkovića i Radmila Voćinića te ih šalje u Rim papi Piju II. Tek kad je ukinuta Crkva bosanska došla je u Bosnu papinska kruna kojom je 1461. okrunjen posljednji bosanski kralj Stjepan Tomašević u Jajcu.
Stjepan Tomaš je uhvatio trojicu od najuglednijih bosanskih velikaša, sljedbenika ove krivovjerne zajednice, te ih u travnju 1461. svezane poslao u Rim. To su bili Juraj Kučinić, Stojsav Tvrtković i Radmilo Vječinić. U Rimu su bili raspoređeni po samostanima i povjereni trojici kardinala koji su ih neko vrijeme poučavali u katoličkom nauku. Nakon što su bili poučeni u katoličkoj vjeri, trojica privedenih krstjana odrekli su se pedeset zabluda te ispovjedili vjeru 14. svibnja 1461. u bazilici sv. Petra pred samim papom Pijom II.
Vladarsku nesposobnost i nesnalažljivost posljednjeg bosanskog vladara Stjepana Tomaševića, 
neodlučnog u odnosima između Rima, krstjana, franjevaca, mađarskog kralja Matijaša Korvina i osmanskog sultana Mehmeda II., iskoristio je Mehmed II.
Uzdajući se u tvrde gradove i pomoć Matijaša Korvina, mladi kralj je uskratio sultanu traženi danak. Na to je Mehmed II skupio vojsku i 1463. godine krenuo na Bosnu.
Još prije svoje smrti Stjepan Tomašević na sultanov nalog izdaje vojvodama i zapovjednicima gradova zapovijed za predaju utvrda Osmanlijama u ruke. Tako se zbilo da je za osam dana više od 70 gradova i gradića potpalo pod sultanovu vlast. Jedini koji nije klonuo bio je herceg Stjepan Vukčić Kosača, gospodar Humske zemlje, no ni on se neće moći još dugo braniti opkoljen s triju strana. Godine 1486. pada i njegovo posljednje uporište Novi na moru. Padom Bosne odjednom se gubi svaki trag i Crkvi bosanskoj. Nema podataka o njezinom postupnom nestajanju i zaboravu među narodom.
Poslije toga, krstjane bilježe samo osmanske katastarske knjige za Bosnu kao vjeroispovijest. Usporedno s pravoslavcima i katolicima navodi se i naziv kristian. Tako se u katastarskoj knjizi iz 1469. godine spominje 10 kristijanskih sela, 113 kristijanskih kućanstava i petorica kristijana-neoženjenih. Posljednji kristijani tj. krstjani u osmanskim spisima zabilježeni su 1604. godine.

### Članci
- Vukšić, Tomo. 2003. Papa Pio II. (1458.-1464.) i kralj Tomaš (1443.-1461.). Vrhbosnensia. Univerzitet u Sarajevu – Katolički bogoslovni fakultet. Sarajevo. 7 (2): 371–407

## Vanjske poveznice
- Dubravko Lovrenović: O historiografiji iz Prokrustove postelje (Kako se i zašto kali(o) bogumilski mit)
- Mladen Aničić: Legenda o Bogumilima
- Pejo Ćošković: Crkva bosanska u XV. stoljeću